# Дорошенко Микита Андрійович
Микита Андрійович Дорошенко — старший солдат Збройних Сил України, учасник російсько-української війни, що загинув у ході російського вторгнення в Україну.

## Життєпис
Народився 7 березня 1996 року. Мешканець м. Кривого Рогу на Дніпропетровщині.
Старший солдат, старший навідник, військовослужбовець військової служби за контрактом 17 ОТБр.
У зоні проведення АТО/ООС перебував з 2016 року (з перервою).
Загинув 5 квітня 2022 року в боях з російськими окупантами в Донецькій області, за іншими відомостями — в боях на Луганщині отримав осколкове поранення, яке виявилося несумісним з життям.

## Нагороди
- орден За мужність III ступеня (2022, посмертно) — за особисту мужність і самовіддані дії, виявлені у захисті державного суверенітету та територіальної цілісності України, вірність військовій присязі.